# Apolline Traoré
Apolline Traoré (Ouagadougou, 1976) is een Burkinees filmmaakster. Omdat haar vader diplomaat is, heeft ze in veel landen gewoond in haar kindertijd. Op haar 17e verhuisde de familie naar de Verenigde Staten. Daar volgde ze een opleiding aan het Emerson College. Ze begon met het maken van korte films, waarvan Kounandi geselecteerd werd voor het Internationaal filmfestival van Toronto van 2004. Ze keerde terug naar Burkina Faso in 2005, waar ze veel werkte met Idrissa Ouédraogo. In 2008 produceerde ze de televisieserie Le Testament. Haar film Frontières won twee prijzen op het Panafrikaans Festival van Ouagadougou voor Film en Televisie van 2017.

## Filmografie
- 2000: Le Prix de l’ignorance (korte film)
- 2003: Kounandi (korte film)
- 2004: Sous la clarté de la lune.
- 2008: Le Testament (televisieserie)
- 2013: Moi Zaphira
- 2018: Frontières
- 2019: Desrances